# Wilhelm Reuss
Die Wilhelm Reuss GmbH & Co. KG ist ein deutscher Lebensmittelhersteller mit Sitz in Berlin-Neukölln. Dazu hat sie noch zwei weitere Standorte, Winsen (Luhe) und Roosendaal in den Niederlanden.

## Gründung und Unternehmensgeschichte
Das Unternehmen wurde 1903 als Hanseatisches Teehandelshaus in Bremen gegründet. Nach Berlin kam die Firma Wilhelm Reuss in den 1980er Jahren. Dort wurden kakaohaltige Getränkepulver, Zitronentee und milchlösliche Fruchtgetränkepulver hergestellt. Im Jahre 1987 erfolgte die Übernahme durch den Lebensmittelhersteller Krüger GmbH & Co. KG aus Bergisch Gladbach.

## Konzernstruktur
Zu den zur Krüger-Gruppe gehörenden Betriebsstätten gehört seit Ende 2003 auch das Winsener Werk der ehemaligen Winsenia GmbH. Winsenia stellt Nuss-Nougat-Creme und industrielle Nuss-Nugat-Füllungen her.

## Produkte
Die Produkte von Wilhelm Reuss werden europaweit unter der Marke cebe vertrieben, zum Sortiment gehören heute neben Brotaufstrichen lösliche Getränkepulver, Kakao, Kaffeeweißer und Eisglasuren.
Brotaufstriche werden auch unter der Marke Winsenia hergestellt, diese allerdings im Werk Winsen. Mit Gerkens Blaumarke und Gerkens Rotmarke werden auch zwei Sorten Automatenkakao für Getränkeautomaten vertrieben. Des Weiteren wird für diverse Handelsmarken, wie z. B. die Brotaufstriche Nutoka (neu: Nusskati) für Aldi oder Choco nussa für Lidl, produziert.
Jeden Tag verlassen bei Wilhelm Reuss in Berlin ca. 200.000 kg der verschiedenen Produkte das Werksgelände.